# Dead Space 2
A Dead Space 2 egy külső nézetű akció-horror túlélőjáték, a 2008-ban kiadott Dead Space folytatása. A Visceral Games fejlesztette és az Electronic Arts adta ki 2011-ben. Európában január 28-án jelent meg PC-re, PlayStation 3-ra és Xbox 360-ra is. A játék a Visceral engine-t használja.

## Történet

### Szereplők
A játék főszereplője Isaac Clarke, a CEC (Concordance Extraction Corporation) szervezet mérnöke. Szellemi leépüléssel (demencia) küzd, amit a közelben lévő ún. Marker okoz. Ha nem semmisíti meg a Markert, a betegség megöli őt. Hangja és arca Gunner Wright.
Hans Tiedemann a Sprawl űrállomás igazgatója, Isaac ellensége, arca és hangja Lester Purry.
Segíti Isaac-et Ellie Langford, aki a CEC szervezet nehéztüzérségi pilótája, Sonita Henry alakítja.
Egy ideig a főhős mellett van Nolan Stross, aki Isaac-hez hasonlóan demenciával küzd, később Isaac végez vele. Curt Cornelius a hangja és arca.
Szintén csak egy ideig áll Isaac mellett Diana Le Guin, aki később meghal, mikor elárulja a főszereplőt. Tahyna Tozzi játssza.
Isaac hallucinációinak kivetülése Nicole Brennan, Isaac halott barátnője. A sors fintora, hogy Tanya Clarke alakítja.

### Események
Isaac Clarke három évvel az előző részbeli történések után tér magához a sztázisból. Franco (a Dead Space: Ignition főszereplője) ébreszti fel és közli vele, hogy hatalmas veszélyben van. Megpróbálja levágni Isaacről a kényszerzubbonyt, de mielőtt megtehetné, nekromorffá változik. Isaac menekülni kezd, és rémálma valóra válik: mindenhonnan elözönlenek a nekromorfok. Nem érti, hogyan történhetett ez, hiszen a Markert (ez okozta a fertőzést) már elpusztította. Közben kiderül, hogy a főhős az elmúlt három évből semmire sem emlékszik.
Egy Diana Le Guin nevű nő felveszi vele a kapcsolatot és azt mondja neki, hogy csatlakozzon hozzá. Azt is közli, hogy ő most a Szaturnusz melletti Sprawl állomáson van, ahol eddig "hibernálva" tartották. Közben Isaac megismerkedik Nolan Stross-szal, aki azt állítja, hogy őt és Isaacet arra kényszerítette Hans Tiedemann, hogy építsenek egy új Markert. Kéri, hogy segítsen neki elpusztítani. Isaac nem foglalkozik Nolannal és saját útján tart Diana felé. Amikor megérkezik, két őr megragadja, és kiderül, hogy Diana egy unitológus. Azért küldték, hogy elfogja Isaacet, hogy még több Markert tudjon építeni. Ekkor az állomás biztonsági űrhajója bukkan fel és tüzet nyit rájuk. Diana és a két őr meghal, Isaac azonban túléli a tűzharcot és egy aknába zuhan, ahol megküzd egy nekromorffal.
Mivel más kapcsolata nincsen, Isaac nagy nehezen bizalmat szavaz Nolannek és - mivel más reménye nincs - céljául kitűzi az állítólagos új Marker elpusztítását. Közben színre lép egy másik túlélő, Ellie Langford, aki egy CEC tiszt. Csatlakozik Isaacék küldetéséhez és segít nekik. Ahogy haladnak előre, Tiedemann egyre több akadályt tesz az útjukba. Közben Nolan demenciája romlik és megtámadja Ellie-t. A tusa közben kiszúrja Ellie egyik szemét, később pedig Isaacre is rátámad, mert azt hiszi, Isaac Nicole, aki parancsol neki. Isaac önvédelemből megöli Nolant.
Közben Isaac állapota is romlik és a Nicole-os látomásai egyre élénkebbek lesznek, amelyekben Nicole minden áron meg akarja ölni őt. Isaac elfogadja, hogy ez a sorsa, meg kell halnia, hogy abbamaradjanak a víziók és a nekromorf pusztítás és emiatt Nicole barátságos lesz vele. Isaac közben megtalálja a Markert (ami elkezd összeomlani) és Ellie-t felküldi egy űrhajóra, hogy megmentse. A Marker előtt találkozik Tiedemannel, akit szintén önvédelemből megöl. Ekkor Nicole kedvesen magához öleli, majd kijelenti, hogy most már meg kell halnia. Nicole berántja Isaacet a saját elméjébe, ahol hallucinált nekromorfokkal küzd meg, majd pedig elpusztítja agyának azon részét, ami a víziókért felelős.
Amikor "visszajut a felszínre", magához tér, leül a földre és elfogadja a halálát (amit a Marker miatt összeomló bázisban lelné), de ekkor Ellie megmenti és felveszi az űrhajóra, amivel eltűnnek a Sprawl közeléből.
A játék legvégén, a stáblista után, hangkommunikáció hallatszik két ember között. Arról beszélgetnek, hogy a 12-es Marker-hely (azaz a Sprawl) és a Marker elpusztultak. Az egyik utasítja a másikat, hogy "vegye fel a darabokat".
Van egy előzményfilmje a Aftermath című animációs film, amiben megtudjuk, mi lett Issackel a Dead Space eseményei után és hogyan fertőződik meg a Sprawl.

## Játékmenet

### Irányítás
A játék egy TPS (Third Person Shooter) játék, azaz külső nézetű. Alap kameraállásból a főszereplőt, Isaacet jobb oldalról, hátulról látjuk. A játékadatokat tartalmazó értékeket (például lőszer, életerő) Isaac speciális ruhájáról lehet leolvasni. A hátán lévő csík (RIG) jelzi az életerőt, a fegyverek töltényeit pedig maga a fegyver vetíti elénk egy hologram formájában. A játékban főleg nem harci fegyverekkel kell játszanunk, hanem inkább egy bányászhajóra jellemző "szerszámokat" állíthatunk szolgálatunkba. A játékmenetben gyakran találunk lőszert, de ilyet boltokban is vehetünk, amelyek szerte-szét vannak az állomáson.
Az ellenfelek likvidálásánál nem a hagyományos test- illetve fejlövés a hatásos, hanem a végtagjaiktól kell megfosztani a különösen agresszív létformákat. A történet folyamán gyakran kerülünk nullagravitációs környezetbe, ahol a ruha csizmáinak hála repülni is tudunk. Ki is kerülhetünk a világűrbe, de akár a hajóban is megszűnhet az oxigén-ellátás. Ekkor egy kis oxigén-utánpótlást kapunk a szkafanderünktől, de ez nem hosszú életű. Szkafanderünket és fegyvereinket a játék során fejleszthetjük. A cél, hogy élve kijussunk a bázisról és közben megtudjuk, hogy mi is történt.

### RIG
A RIG (vagy Resource Integration Gear) egy olyan egység, amely minden ember hátán megtalálható, tulajdonképpen egy számítógép. Kivetíti viselője hátára annak életerejét és az ún. sztázis modul töltöttségét is. Van megnyitható menüje, amelyben megtekinthetjük a magunknál tartott tárgyakat, az aktuális ruhánk adatait, a naplókat és videófelvételeket. A RIG ezen felül GPS-ként is működik, megmutatja nekünk, hogy merre találunk mentőállomást, munkapadot, boltot vagy az aktuális feladatot. A RIG tartalmaz továbbá:
- Sztázismodul: Néhány másodperc erejéig lelassít tárgyakat, élőlényeket, de pár használat után lemerül, ilyenkor újra kell tölteni. A hatóidő és az energiatartalékai fejleszthetőek.
- Kinézismodul: Ez egy nullagravitációs teret von a céltárgy köré, így a legnehezebb tárgyak is mozgathatóak vele a levegőben. Korlátlan ideig használható, viszont korlátozza a célzást. Hatótávolsága fejleszthető.
- Holografikus kivetítő: Ez vetíti elénk a kívánt képernyőt (nálunk tartott tárgyak listája, adatbázis, stb.)
- Nullgravitációs fúvókák és csizmák: A fúvókákkal manőverezhetünk nullgravitációs térben, a csizmákkal pedig "odarögzíthetjük" magunkat egy bizonyos felülethez.

A RIG-re többfajta ruha is "rávehető", azonban a legtöbbnek más variációi is vannak, ezek:
- Patient Suit: Ez a ruha van Isaacen, miután magához tér a mesterséges kómából.
- Engineering Suit: Az első részből megismert alapruha.
- Security Suit: A biztonsági őrök ruhája.
- Vintage Suit: Régi stílusú űrruha.
- Advanced Suit: A legmodernebb ruha a játékban.

### Objektumok
A játékban több objektum segíti előrejutásunkat, amelyek a pályán elszórva találhatóak meg.
- Mentési terminál: A játék állását bizonyos helyeken megtalálható mentési panelekre menthetjük. A konzolon húsz mentésnek van elég hely.
- Újratöltő állomások: A játékban bizonyos dolgokat újra kell tölteni. Ezt az ilyen állomásokon lehet megtenni. Az állomásoknak két típusa van: oxigén- és sztázisújratöltő. Az állomások végtelenszer használhatóak, de két használat között várni kell egy keveset.
- Bolt: Boltok az egész hajón találhatóak. A boltokban vehetünk lőszert a fegyverekhez, kézi életerő- és sztázisújratöltő modulokat, új ruhát, új fegyvert és energiagócokat(új tárgyak vásárlásához előbb meg kell találni a tárgy tervrajzát a játékban). A vásárlás után a megvett tárgy automatikusan hozzánk kerül. A boltban el is adhatjuk tárgyainkat pénzért (credits) cserébe. A bolton belül elérhető továbbá egy széf. A széfbe betehetjük a nálunk lévő tárgyakat és abból kivehetjük az ott lévő dolgokat teljesen ingyen.
- Munkapad: A munkapadon javíthatunk a RIG és a fegyvereink tulajdonságain energiagócokkal. Áramköröket egészíthetünk ki a gócokkal. Az áram haladási útját növelhetjük a gócok beépítésével, tehát egymás mellett lévő helyekre lehet csak gócokat tenni. A beépíthető góchelyek típusai:
  - Fegyverek
    - CAP/Kapacitás: Az egy tárban lévő lőszer mennyisége
    - DMG/Sebzés: Egy lövés által okozott sebzés.
    - ALT/Alternatív tüzelés: Fejleszti az alternatív tüzelést.
    - REL/Újratöltés: Az újratöltés sebességének csökkentése.
    - SPD/Sebesség: Két lövés közötti sebesség növelése.
    - WID/Szélesség: A lövés szélességének fejlesztése.*
    - DUR/Hatótáv: A hatótáv fejlesztése.*
    - CHR/Töltődés: Két lövés közt eltelt idő csökkentés (tulajdonképpen egyenlő a SPD/Sebességgel).*
    - SPC/Speciális: Speciális hatás hozzáadása.

*: Csak bizonyos fegyvereknél.
- - RIG
    - Ruha
      - HP/Életerő: A RIG hátulján lévő életerő(csík) növelése.
      - AIR/Levegő: A tárolható maximális oxigén fejlesztése.
      - DMG/Közelharc: A taposás és ütés erejének növelése.

    - Sztázis
      - DUR/Hatóidő: A lassítás időtartamának növelése.
      - ENG/Energia: Az egy "tárban" kilőhető sztázis mennyiségének növelése.
      - CHR/Töltődés: A modul feltöltődési sebességének növelése.

    - Kinézis
      - DUR/Hatótáv: A hatótáv fejlesztése.

  - Üres hely

### Fegyverek
A játékban főleg egy bányászközpontra jellemző szerszámokat használhatunk fegyverként az idegenek ellen, bár megszerezhető néhány gyalogsági puska is. Minden fegyvernek van egy alternatív tüzelési módja is. A fegyverek tulajdonságai (töltési idő, sebzési erősség, hatótávolság, tárkapacitás) a játék folyamán fejleszthetőek.
- 211-V Plasma Cutter: Plazmavágó
  - Tüzelés: Függőleges irányú plazmavágó lézer
  - Alternatív tüzelés: Vízszintes irányú plazmavágó lézer
- IM-822 Handheld Ore Cutter Line Gun: Ívfegyver
  - Tüzelés: Vízszintes irányú, nagy szélességű ívelt lézer
  - Alternatív tüzelés: A célfelületre kilőtt, késleltetett ívbomba
- SWS Motorized Pulse Rifle: Impulzuskarabély
  - Tüzelés: Kis méretű pulzuslövedékek, nagy pontossággal és tűzgyorsasággal
  - Alternatív tüzelés: Körkörös tüzelés nagy tűzgyorsasággal és -erővel.
- RC-DS Remote Control Disc Ripper: Belező
  - Tüzelés: Körfűrész kilövése a levegőbe és ott annak kinézissel mozgatása
  - Alternatív tüzelés: Lövés a körfűrésszel
- C99 Supercollider Contact Beam: Energianyaláb
  - Tüzelés: Egyetlen energianyaláb kilövése a cél felé
  - Alternatív tüzelés: 360°-os energiasugár a láb körül
- Force Gun: Kinetikus csiszoló
  - Tüzelés: Nagyerejű, de rövid távú hullám lövése
  - Alternatív tüzelés: Nagy pontosságú lövés leadása
- PFM-100 Hydrogen Torch Flamethrower: Lángszóró
  - Tüzelés: Szűk szórású, kis hatótávú tűz létrehozása
  - Alternatív tüzelés: Napalmlövedék kilövése, hosszú időn át tartó pusztító/égető hatással
- Seeker Rifle: Távcsöves puska
  - Tüzelés: Lövés a puskával
  - Alternatív tüzelés: Célzás a tácsővel
- Javelin Gun: Szigonypuska
  - Tüzelés: Tüzelés a szigonypuskával
  - Alternatív tüzelés: Lövedékek elektromos töltése
- Detonator: Gránátvető
  - Tüzelés: Gránátok lövése
  - Alternatív tüzelés: Gránátok deaktiválása

### Ellenfelek
A játékban az ún. nekromorfokkal kell megküzdenünk, akik emberekből átalakult élőhalottak. Rengeteg fajtájuk van és mind más-más módon próbál végezni az élő emberekkel - méghozzá azért, hogy annak teste egy újabb nekromorf születési helyéül szolgáljon.
- Brute: Nagydarab, elölről "páncélos" idegen, legjobb taktika ellene a hátbatámadás. Elég nehéz megölni, viszont hátulról sebezhető.
- Crawler: Egy kisgyermekből alakult át nekromorffá. Megpróbál az áldozat közelében felrobbanni. Jobb távol maradni tőle és akkor rálőni.
- Cyst: Ez a nekromorf egy elég kis ellenfél, viszont a padlón él. Ha a közelébe téved valaki, azt elkapja és vele együtt felrobban. Távolról ajánlott megsemmisíteni.
- Divider: Magas és vékony idegen, aki elég lassú, viszont nyelvével képes lefejezni áldozatát és annak "nyakába beágyazódva" irányítani azt.
- Drag Tentacle: Alagutakból előtörő csápok, melyek megpróbálják berángatni a vermükbe az áldozatot. Ha sikerül, széttépik azt.
- Exploder: Vékony testű idegen, akinek a bal kezén egy hatalmas "bomba" van. Távolról érdemes rálőni erre a "daganatra" és ez hatalmasat robban. Szintén jobb nem a közelébe kerülni, mert a "bombájával" megütve egyetlen mozdulattal végezhet az áldozattal.
- Flyer: Repülő nekromorf, nekirepül az ellenfélnek.
- Guardian: A falba ágyazódott idegen, ami képes azonnal lefejezni áldozatát, ha az közel van hozzá. A legjobb taktika ellene a kinézissel történő "tárgyakkal dobálása".
- Infector: Legfőbb fegyvere az, hogy szárnyaival gyorsan mozog és képes átalakítani a hullákat nekromorfokká. Élő emberre is rátámadhat.
- Leaper: Két lábú, skorpióhoz hasonló idegen. Nagyon gyors és nullagravitációban a legveszélyesebb.
- Nest: Hatalmas idegen, két óriási "gömbje" robbanékony. Apró lövedékeket lő az áldozatra.
- Pack: Szintén kisgyermekekből verbuválódott csapat, amelynek a számbeli fölényben rejlik az ereje. Tagja könnyen megölhetőek, mégis sokan vannak. Általában egyszerre támadnak.
- Pregnant: Nagy, kövér nekromorf hatalmas pengékkel. Erős és veszélyes is. A legjobb védekezés ellene a haslövés.
- Pod: Embrió-szerű ellenfél, elég gyenge, viszont könnyen holttestnek vagy testrésznek nézhető és nagy meglepetést okozhat.
- Puker: Savat köpő ellenfél, a legjobb, ha hasba lőjük, ha pedig már savat köp, sztázissal lelassítjuk és kifutunk a sav elől.
- Slasher: Általános ellenfél, ebből van a legtöbb. Lassú, viszont erős, de néha rohamozni is képes. A legjobb védekezés, ha levágjuk a lábait majd eltapossuk. Néha halottnak "tetteti" magát, majd ha elég közel vagyunk, nekünk támad felugorva.
- Spitter: Hasonló a Slasherhöz, ellenben ő savat köp.
- Stalker: Olyan nekromorf, ami elrejtőzik, majd egy alkalmas pillanatban belerohan az áldozatba, felborítva azt.
- Swarmer: Kicsi, békaszerű lények, az áldozat nyakára ugorva a vérét szívják. A legjobb fegyver ellenük az Ívfegyver, a Gránátvető és a Kinetikus csiszoló.
- Tormenter: Hatalmas nekromorf, elpusztítani nem lehet, mindig felbukkan a történet folyamán.
- Tripod: Óriási Leaper, szájából kilóg egy karom. Le kell vágni a végtagjait.
- Twitcher: Nagyon gyors ellenfelek és erősek is. Kiváló taktika ellenük a lassítás.
- Ubermorph: Önregeneráló nekromorf, elpusztítani hagyományosan lehetetlen. A kiváló taktika ellene a végtagjainak levágása, majd sztázissal történő lelassítása. Ez idő alatt egérutat nyerhetünk.
- Wheezer: Igazából passzív ellenfél, nem támadó nekromorf.